# Antonio Pigafetta
Antonio Pigafetta (Vicenza, 1492 circa – 1531 o dopo in luogo incerto) è stato un navigatore, geografo e scrittore italiano, cittadino della Repubblica di Venezia.
È ricordato in particolare per aver partecipato alla prima circumnavigazione del globo dal 1519 al 1522, continuata anche dopo l'uccisione del capitano portoghese al servizio della Spagna, Ferdinando Magellano, e rientrata fortunosamente in terra spagnola. Fu un viaggio avventuroso del quale Pigafetta ha lasciato un dettagliato resoconto. La Relazione del primo viaggio intorno al mondo fu ritrovata da Carlo Amoretti nel 1797, dopo che fu ritenuta perduta, è oggi ritenuta uno dei più preziosi documenti sulle grandi scoperte geografiche del Cinquecento.

## Biografia

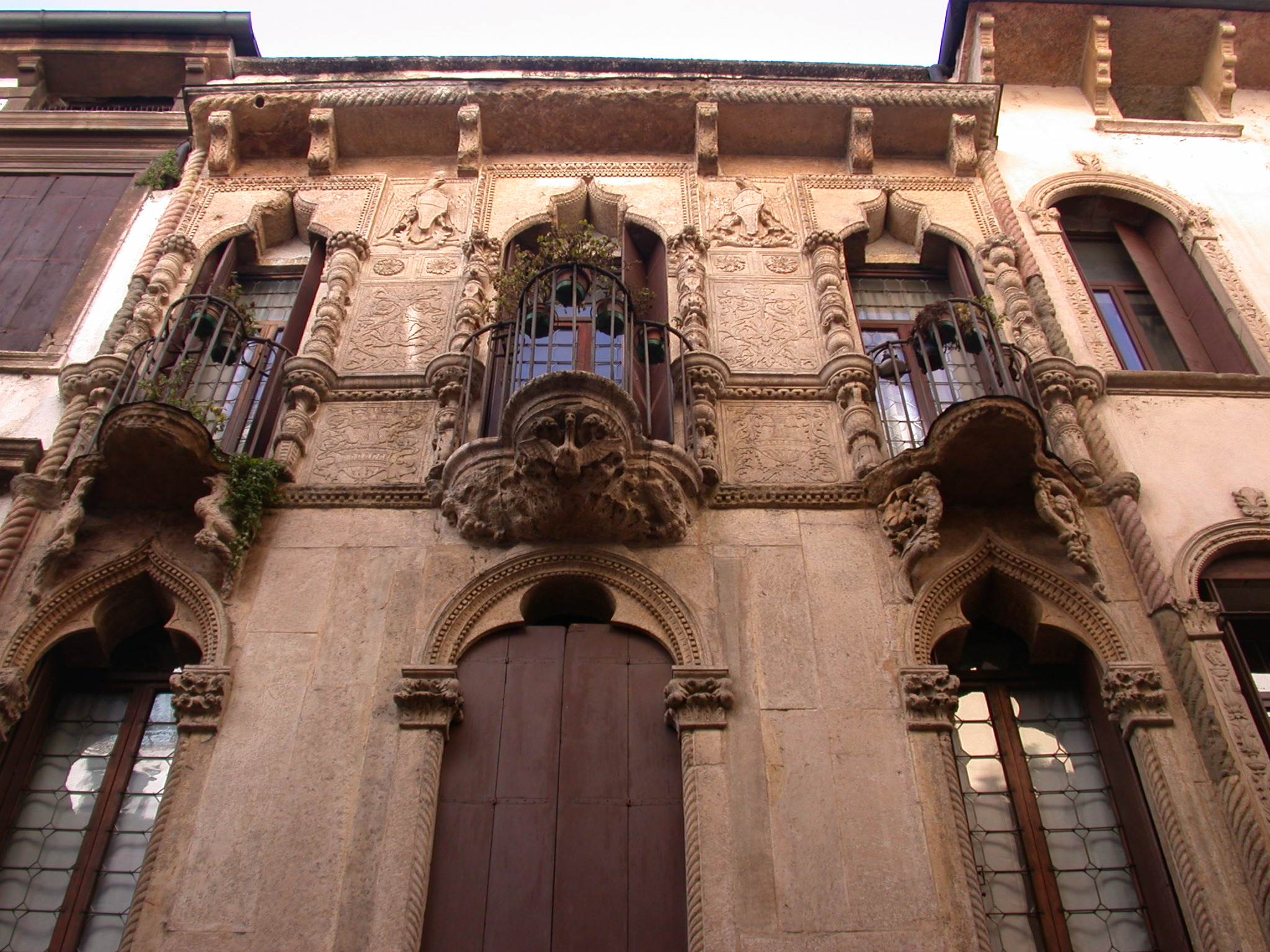
Casa Pigafetta del 1481. La vera casa di famiglia di Pigafetta era a sinistra di essa a Vicenza.

Nasce nella nobile casata dei Pigafetta, a Vicenza, figlio di Giovanni di Antonino (ramo di Antonino di Antonio fu Sandro) e con ogni probabilità di Lucia Muzan. L’incertezza sul nome della madre è data dal fatto che il padre si sposò tre volte. La data di nascita di Pigafetta non è attestata da documenti ed è da porsi non prima della fine del 1492 o l’inizio del 1493, con ogni probabilità a Vicenza, dove viveva la famiglia. Ciò che si sa di lui è che è divenuto Cavaliere di Rodi, ovvero dell'Ordine di San Giovanni Battista di Gerusalemme, detto poi di Rodi e ora di Malta, rampollo di una delle più importanti famiglie nobili di Vicenza e studioso di matematica e astronomia.
Nel 1519, si reca a Barcellona al seguito del vescovo e nunzio pontificio Francesco Chiericati, anch'egli vicentino, inviato come ambasciatore dal papa Leone X alla corte di Carlo V. In Spagna, Pigafetta segue Chiericati nei vari incontri presso la corte spagnola e viene colpito dalle discussioni che vi si tengono sulle scoperte geografiche fatte da spagnoli e portoghesi.
Sentì parlare della spedizione che Ferdinando Magellano stava organizzando e, grazie alla raccomandazione del vescovo, Pigafetta ottenne da Carlo V il permesso di prendere parte al viaggio di Magellano come sobresaliente, vale a dire non come parte dell'equipaggio, ma come passeggero. Pigafetta era spinto dalla curiosità di visitare terre lontane e conoscere popolazioni misteriose. Imbarcatosi sulla nave ammiraglia Trinidad, inizialmente non fu bene accetto da Magellano ma seppe tuttavia conquistarne gradualmente la stima, tanto da diventare il suo criado (attendente), ovvero il marinaio addetto al servizio del comandante, aiutandolo nello svolgimento delle sue funzioni all'interno della nave. Pigafetta inizia a tenere il suo diario di bordo, annotando ogni evento curioso che si verifica durante la spedizione, come il fuoco di sant'Elmo, gli usi e le parole usate dagli indigeni. Grazie alla precisa annotazione giorno per giorno nel diario, Pigafetta si renderà conto, al momento del ritorno, che circumnavigando la terra verso Occidente i viaggiatori sono rimasti indietro di un giorno rispetto al calendario.

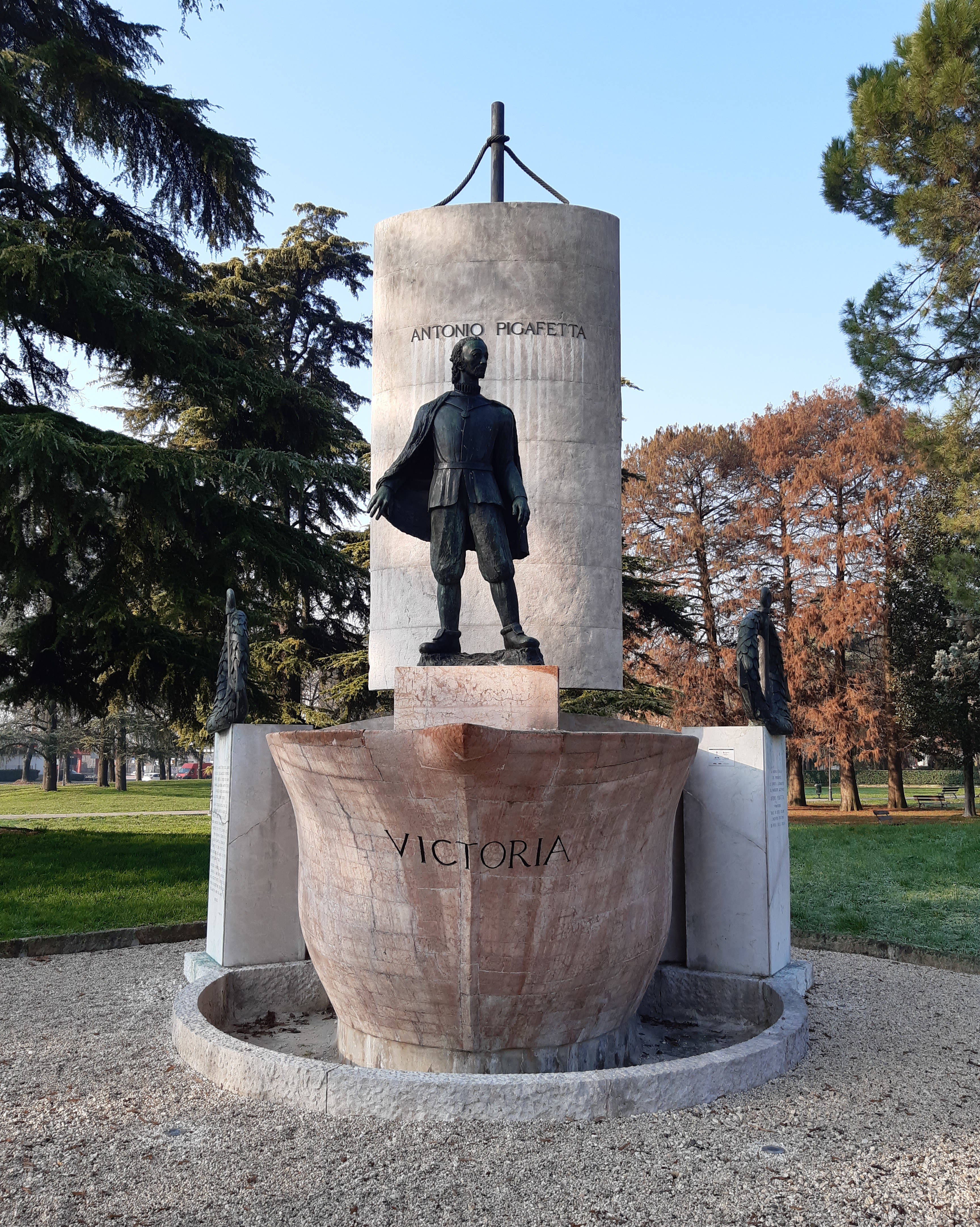
Statua di Antonio Pigafetta a Vicenza

Nell'elenco dei marinai presenti sulle navi al momento della partenza, è registrato come Antonio Lombardo (sia durante il Medioevo sia all'inizio dell'Età moderna, il nome Lombardo era spesso usato per indicare le persone provenienti da un'area piuttosto ampia, corrispondente all'Italia settentrionale; in questo caso, quindi, indica la sua provenienza); come parenti che, in caso di morte, avrebbero ereditato la paga che gli era stata promessa, sono citati il padre e la sua terza moglie (la madre di Pigafetta era morta nel 1510). Da ciò si deduce che il cavaliere Pigafetta non fosse sposato e non avesse figli quando si imbarcò.
Il 27 aprile 1521 nella battaglia di Mactan, nelle attuali Filippine, un folto numero di indigeni capitanati dal re locale Lapu-Lapu uccise Magellano e alcuni suoi uomini e lo stesso Pigafetta rimase ferito.
In conseguenza della scomparsa di Magellano, Pigafetta assunse ruoli di maggiore responsabilità nella flotta, in particolare gestendo le relazioni con le popolazioni indigene; la spedizione era allo stremo ed erano rimasti troppo pochi uomini per poter governare tre navi, quindi dovettero abbandonarne una (la Concepción che venne fatta affondare), prima di ripartire. Rimasti con due navi, la Victoria e la Trinidad, raggiunsero il Borneo e rimasero più di un mese nel Brunei. L'ammiraglia Trinidad però imbarcava acqua ed era troppo danneggiata per proseguire la navigazione perciò rimase bloccata per il tempo necessario alla riparazione, insieme con metà dell'equipaggio. Una volta sistemata l'imbarcazione, questi scelsero di tornare indietro e riattraversare il Pacifico, seguendo, in senso contrario, la rotta fatta fino a quel punto. L'ultima nave rimasta, la Victoria al comando di Juan Sebastián Elcano, attraversò l'Oceano Indiano e, dopo aver doppiato il Capo di Buona Speranza, giunse prima nelle Isole di Capo Verde (che erano un possedimento portoghese) e infine a San Lucar presso Siviglia il 6 settembre 1522 (quasi un anno e mezzo dopo la morte di Magellano e ben due anni, undici mesi e diciassette giorni dopo l'inizio dell'intera spedizione). Dei sessanta superstiti presenti sulla Victoria (che ormai imbarcava acqua ed aveva le velature danneggiate) quando era salpata dal Brunei, solo diciotto giunsero vivi a Siviglia, malmessi, denutriti e alcuni ammalati; tra loro Pigafetta, insieme ad un altro italiano, Martino de Judicibus. Tuttavia portavano con sè un grosso carico di preziose spezie: i chiodi di garofano, quindi la spedizione non era stata un fallimento, perché poteva ripagare le spese degli armatori.  I superstiti si recarono con dei ceri in mano alla cattedrale di Siviglia per ringraziare la Vergine, in particolare l'icona miracolosa di "Santa Maria de l'antiqua" della protezione e del felice ritorno. Leon Pancaldo, un savonese rimasto sulla Trinidad durante i lavori di riparazione, rientrò invece solo nel 1525.

L'8 settembre 1522, a Siviglia, venne ricevuto a corte da Carlo V e donò al re il diario di bordo scritto durante il viaggio intorno al mondo; il diario, però, sparì nel nulla: in parte perché le notizie e le mappe delle nuove rotte erano tenute segrete, in parte perché la corte spagnola era determinata a premiare Elcano e cancellare i meriti di Magellano, che era portoghese, nella prima navigazione intorno al mondo. Di conseguenza anche Antonio Pigafetta, testimone scomodo di quanto avvenuto durante la spedizione, fu pagato per quanto gli spettava e frettolosamente congedato dall'Imperatore, senza nessuna gratifica o carica aggiuntiva.

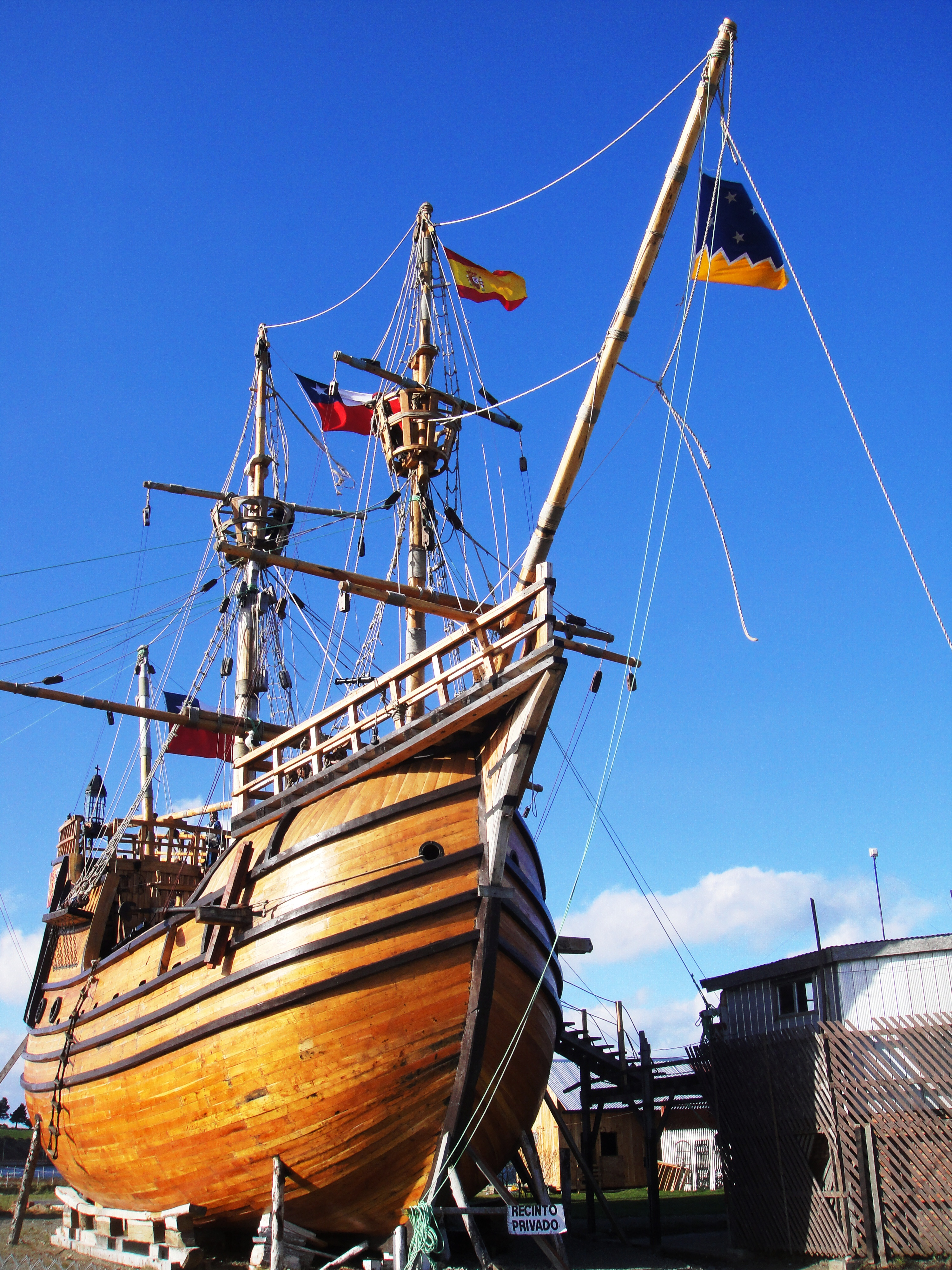
Copia della nave Victoria nel Museo Nao Victoria a Punta Arenas, Cile.

La fama della spedizione aumentò velocemente: Pigafetta, lasciata la Spagna, si spostò in Portogallo dove venne ricevuto dal re Giovanni III d'Aviz, cui raccontò le tante «cose vedute» durante la navigazione; andò quindi in Francia dove ottenne udienza dal re Francesco I e dalla regina reggente Luisa di Savoia, cui donò alcuni oggetti raccolti durante il viaggio. Raggiunse infine l'Italia nel gennaio o febbraio del 1523; fu ospitato in diverse corti italiane (Ferrara, Mantova, Venezia) e fu ricevuto anche da papa Clemente VII.

## La Relazione
Il 5 agosto 1524 il Senato della Repubblica di Venezia gli accordò il privilegio di stampa della "Relazione sul viaggio intorno al mondo", tratta dal suo Diario.
Tra il 1524 e il 1525, Pigafetta scrisse La Relazione del primo viaggio intorno al mondo tratta con il Trattato di Navigazione dalle sue memorie e dalle note redatte a partire dai suoi minuziosi diari che aveva tenuto nei tre anni di viaggio. Pigafetta usa una lingua mista italo-veneta, sull'esempio illustre del Milione di Marco Polo, con diverse parole spagnole. Vi si trovano descrizioni dei popoli, dei paesi, dei prodotti e degli animali che i viaggiatori incontrarono. Pigafetta era interessato anche alle diverse lingue degli "indios", tanto da tracciare alcuni brevi glossari.
L'opera è dedicata al Gran Maestro dell'Ordine di Malta, il francese Philippe de Villiers de L'Isle-Adam, che probabilmente si trovava allora in Italia, nella sede provvisoria di Monterosi, presso Viterbo ed è offerta come svago dalle preoccupazioni per l'Ordine che il Gran Maestro aveva, visto che era alla ricerca di una nuova sede operativa, dopo essere stato scacciato nel 1522 dall'isola di Rodi dai Turchi. Pigafetta si definisce nell'intestazione dell'opera "cavaliere di Rodi", quindi all'epoca è sicuramente entrato come donato nell'Ordine di Rodi, che sarà poi detto di Malta. 
Della relazione originaria si è conservata una sola copia, presso la Biblioteca ambrosiana di Milano, ma ne esistono anche alcune antiche versioni in lingua francese.

## La morte
In mancanza di notizie certe, un'ipotesi sulla data della morte è riportata da Stefano Ebert nel suo libro su Pigafetta, e cioè che il viaggiatore sarebbe morto nel 1527, anno del sacco di Roma, durante una pestilenza a Monterosi (Viterbo), dove avevano sede temporanea i Cavalieri di Rodi al cui ordine apparteneva. Se fosse sopravvissuto, potrebbe aver seguito i cavalieri nel 1530 nella nuova sede di Malta. Secondo un'ultima ipotesi di Rita Pigafetta, citata da Michela Petrizzelli, sarebbe caduto in combattimento al largo di Modone, Messenia, Grecia nel 1531, durante una battaglia navale tra i Cavalieri Ospitalieri dell'Ordine di San Giovanni e la flotta turca. L'azione è citata nella storia dell'Ordine di San Giovanni di Giacomo Bosio (è l'ipotesi ripresa da Antonino Rallo in Pigafetta in Malta del 2012, indagine romanzata sugli ultimi giorni del grande navigatore).

## Il problema del "giorno perduto" nella spedizione intorno al mondo
Prima di sbarcare finalmente in Spagna al termine del lungo viaggio durato 3 anni intorno al mondo, Pigafetta si fermò nelle isole portoghesi di Capo Verde dove, con uno stratagemma (i portoghesi erano nemici della Spagna), riuscì ad ottenere viveri per sé e il piccolo equipaggio rimasto sulla nave superstite Victoria: mandati degli uomini a terra, Pigafetta fece chiedere loro ai portoghesi che giorno fosse e la risposta fu che era giovedì 10 luglio. Il Pigafetta e gli altri dell'equipaggio rimasero molto meravigliati dalla risposta risultando a loro che fosse mercoledì 9 luglio e che il computo del tempo tenuto dal Pigafetta nell'aggiornare i suoi diari non contenesse alcun errore. Lo stesso errore si ripresentò una volta approdati finalmente a San Lucar il giorno 6 settembre, mentre al Pigafetta risultava invece essere il 5 settembre. Pigafetta era uomo curioso e votato all'approfondimento e decise quindi di andare a fondo della questione perché non riusciva a spiegarsi come fosse andato perso un intero giorno nel tenere il suo diario. 
Il problema accese un dibattito tra gli astronomi, e Pigafetta lo risolse anche grazie a Pietro Martire d'Anghiera, il quale suggeriva che se si compie un giro attorno alla terra in direzione ovest, nella stessa direzione apparente dell'astro, alla fine del viaggio si vedrà il Sole sorgere una volta in meno.

## Influenza culturale

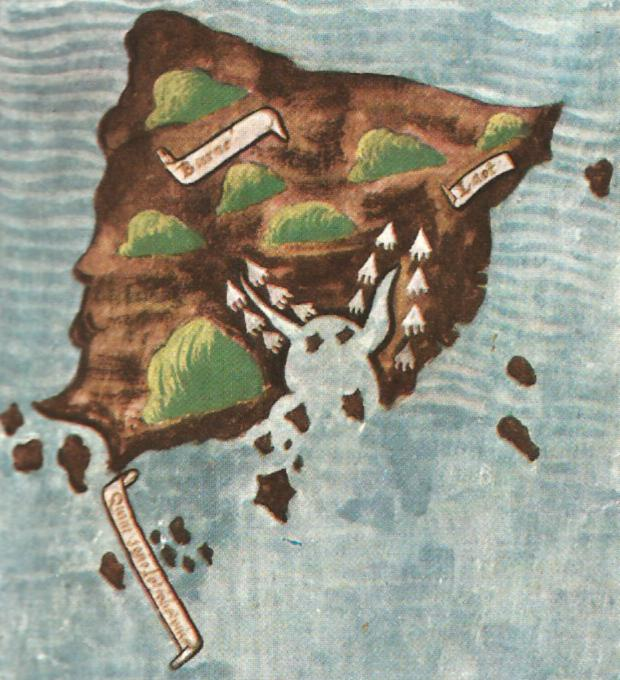
Mappa del Borneo disegnata da Pigafetta

Ad Antonio Pigafetta è intitolato il liceo classico di Vicenza, la più antica istituzione scolastica cittadina (1807) e una tra le più antiche del Veneto. Nella città è anche presente un monumento in suo onore, situato in viale Roma sul Campo Marzo. Un busto di Pigafetta è stato donato dal Comune di Vicenza alla città cilena di Punta Arenas nell'ottobre 2020.
Da Antonio Pigafetta prese nome un cacciatorpediniere della Regia Marina, appartenente alla Classe Navigatori, che operò intensamente durante la seconda guerra mondiale; l'Alitalia gli ha intestato un aeromobile, poi andato distrutto nel 1972 nel tristemente noto incidente di Punta Raisi mentre operava il volo Alitalia 112.
Pigafetta è stato interpretato dall'attore filippino Bob Soler nel film Lapu-Lapu (2002) nella veste di partecipante alla spedizione di Magellano a Cebu.
Nell'ottobre del 2005 al Teatro Olimpico di Vicenza è stato rappresentato per il ciclo di spettacoli classici il singspiel Pigafetta. In fines orbis terrae exivit sonus eorum di Francesco Erle, Roberto Cuppone e Mauro Zocchetta, con Ugo Pagliai e la Schola San Rocco, tratto dalla Relazione.
Al navigatore è inoltre stato intitolato l'asteroide 52558 Pigafetta e un'isola di fronte alla città di Butuan, nelle Filippine.
L’Unione Astronomica Internazionale (IAU), l’organismo che si occupa di dare i nomi ai corpi celesti e alle strutture che li caratterizzano, ha assegnato il nome Pigafetta Montes ad una catena montuosa presente sul pianeta nano Plutone, in onore del famoso esploratore vicentino.
Il 4 giugno 2022 al Teatro Comunale di Vicenza si è tenuta la prima assoluta dell’opera “Pigafetta e il primo viaggio intorno al mondo” di Pierangelo Valtinoni, eseguita dall’orchestra e dal coro del Liceo Musicale “A. Pigafetta” di Vicenza.

## Opere
Opere scritte da Antonio Pigafetta di cui si è a conoscenza e giunte fino a noi:
- Relazione del primo viaggio intorno al mondo (1524-1525)
- Regole sull'arte del navigare (1524-1525)[12]

## Le edizioni dellaRelazione
- Maximilianus Transylvanus e Antonio Pigafetta, Il viaggio fatto da gli Spagniuoli a torno a'l mondo, Venezia, 1536.
- Antonio Pigafetta, Primo viaggio intorno al globo terracqueo ossia Ragguaglio della navigazione alle Indie orientali per la via d'occidente fatta dal cavaliere Antonio Pigafetta (...) sulla squadra del capitano Magaglianes negli anni 1519-1522 ora pubblicato per la prima volta, tratto da un codice ms. della Biblioteca Ambrosiana di Milano e corredato di note da Carlo Amoretti; con un transunto del Trattato di navigazione dello stesso autore, a cura di Carlo Amoretti, Milano, 1800.. (Rist. anastatica: Società edizioni artistiche, Vicenza 1990).
- (FR)  Premier voyage autour du monde par le Chevalier Pigafetta, sur l'escadre de Magellan, pendant les annees 1519, 20, 21 et 22; suivi de l'extrait du Traite de Navigation du meme auteur et d'une Notice sur le chevalier Martin Behaim, avec la description de son Globe Terrestre orne de cartes et figures, H.J. Jansen 1801
- (EN)  The first voyage round the world by Magellan, translated from the account do Pigafetta; accompanied by original documents, with notes by lord Stanley of Alderley, Hakluyt society, London 1874.
- Andrea Da Mosto (a cura di), Il primo viaggio intorno al globo di Antonio Pigafetta e le sue regole sull'arte del navigare, 1894.
- Historia del mondo nuovo per Marco Allegri), Ministero della Pubblica Istruzione, Roma 1894; contiene la relazione di Antonio Pigafetta tratta dal ms. Ambrosiano L. 103 Sup;
- (ES)  Primer viaje alrededor del mundo relato escrito por el caballero Antonio Pigafetta, traducido y anotado por Manuel Walls y Merino, Imprenta de Fortanet, Madrid 1899.
- (FR)  Magellan: le premier voyage autour du monde par le navire La Victoire, raconte par Jean-Paul Alaux; ill. par Gustave Alaux, preface de Paul Chack, d'apres le recit de Antoine Pigaphetta, ed. du Galion d'or, Paris 1925.
- (ES)  Primer viaje en torno del globo, version castellana de Federico Ruiz Morcuende, Espasa-Calpe, Madrid 1927.
- Relazione del primo viaggio intorno al mondo di Antonio Pigafetta, seguito del Roteiro d'un pilota genovese; a cura di Camillo Manfroni con prefazioni, note, bibliografia, carte e illustrazioni, Alpes, Milano 1928 (2ª ed. Ist. Edit. Italiano, Milano 1956; 3ª ed. Cassa di Risparmio di Verona Vicenza e Belluno, Verona 1983; 4ª ed. White Star, Vercelli 2008).
- La storia del primo viaggio intorno al mondo, introduzione, note e appendice dell'ammiraglio Angelo Ginocchietti, Editoriale romana, Roma 1944.
- (RO)  Cu Magelan în jurul lumii Editura Ştiinţifică 1960.
- (FR)  Premier voyage autour du monde par Magellan (1519-1522) par Antonio Pigafetta, mise en francais moderne et commente par Leonce Peillard, Union Generale d'Editions, Paris 1964.
- (EN)  First voyage around the world by Antonio Pigafetta and De Moluccis insulis by Maximilianus Transylvanus; with an introduction by Carlos Quirino (Primo viaggio intorno al globo terracqueo, basato sul testo originale del Codice Ambrosiano, tradotto da James A. Robertson con alcune correzioni e A letter from Maximilianus Transylvanus i.e. Maximiliean van Sevenborgen to the most Reverend Cardinal of Salzburg, tradotta da Henry Stevens), Filipiniana book guild, Manila 1969.
- (EN)  Magellan's voyage: a narrative account of the first circumnavigation, translated and edited by R.A. Skelton from the manuscript in the Beinecke rare book and manuscript Library of Yale University (2 voll. ill. e un facsimile del manoscritto); Yale University Press, New Haven - London 1969.
- (EN)  The voyage of Magellan: the journal of Antonio Pigafetta, a traslation by Paula Spurlin Paige from the edition in the William L. Clements Library, University of Michigan, Ann Arbor, Englewood Cliffs, N.J. 1970.
- (FR)  Relation du Premier voyage autour du monde par Magellan, 1519-1522, introduction, postface, bibliographie et notes par Leonce Peillard; preface par Pierre Sabbagh, Geneve 1970 (2ª ed. Paris 1984; 3ª ed. 1999).
- (ES)  Primer viaje alrededor del mundo, edicion de Leoncio Cabrero, Madrid 1985.
- Viaggio attorno al mondo di Antonio Pigafetta, a cura di Mariarosa Masoero; introduzione di Luigi Firpo, Longo, Rovereto 1987.
- La mia longa et pericolosa navigatione: la prima circumnavigazione del globo: 1519-1522, trascrizione dal codice della Biblioteca Ambrosiana, introduzione e note di Luigi Giovannini, Edizioni Paoline, Cinisello Balsamo 1989.
- Il primo viaggio intorno al mondo; introduzione di Nicola Bottiglieri; traduzione di Michela Amendolea, Edizioni associate, Roma 1989.
- Il viaggio di Magellano, illustrato da Hugo Pratt; riscritto in lingua moderna da Rossella Malaspina, Touring Club Italia, Milano 1989.
- Il primo viaggio intorno al mondo con il trattato della sfera (1 vol. facsimile, 1 vol testo), edizione a cura di Mario Pozzi, Neri Pozza, Vicenza 1994.
- (EN)  The first voyage around the world, 1519-1522: an account of Magellan's expedition by Antonio Pigafetta, edited by Theodore J. Cachey Jr, Marsilio, New York 1995. ISBN 88-317-1167-9.
- (ES)  Noticia del primer viaje en torno al mundo; estudio bibliografico y literario Mario Pozzi; traduccion al castellano del manuscrito y el estudio Ana Garcia Herraez, Grial, Valencia 1998. ISBN 84-89461-17-1. (con ripr. facsimile delle Notizie del mondo nuovo con le figure de paesi scoperti, descritte da Ant. Pigafeta vicentino, ms. Ambrosiano L.103.sup. ISBN 84-89461-16-3).
- (ES) La primera vuelta al mundo, traducción y notas de Diego Bigongiari basado en la edición La mia longa et pericolosa navigatione editada por Luigi Giovannini a partir del Codice Ambrosiano, Ameghino Editora, Rosario 1989, ISBN 987-9216-64-4.
- Relazione del primo viaggio attorno al mondo; testo critico e commento di Andrea Canova, Antenore, Padova 1999. ISBN 88-8455-169-2.
- (FR)  Le voyage de Magellan, 1519-1522: la relation d'Antonio Pigafetta & autres temoignages, edition de Xavier De Castro en collaboration avec Jocelyne Hamon & Luis Filipe Thomaz, 2 voll., Chandeigne, Paris 2007.
- Relazione del primo viaggio intorno al mondo, a cura di Tommaso Gurrieri, Barbes, Firenze 2009. ISBN 978-88-6294-063-4.
- Franco Giliberto e Giuliano Piovan, Una specie di paradiso. La straordinaria avventura di Antonio Pigafetta nel primo viaggio intorno al mondo, 2018, ISBN 8831749080.